# 兵庫県道52号小部明石線
兵庫県道52号小部明石線（ひょうごけんどう52ごう おうぶあかしせん）は、兵庫県神戸市北区から明石市に至る県道（主要地方道）である。

## 概要

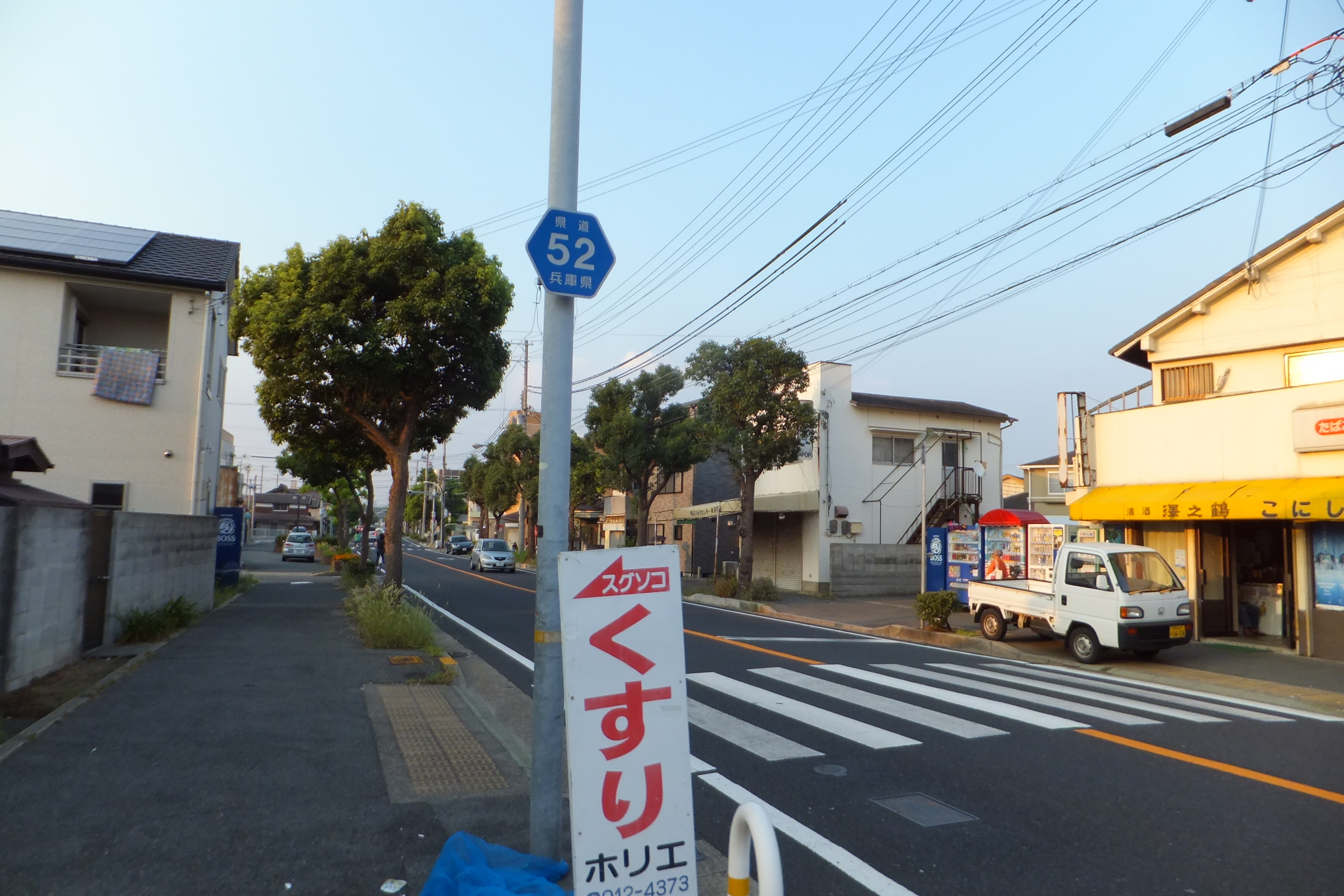
当道の標識
神戸市西区玉津町上池で撮影

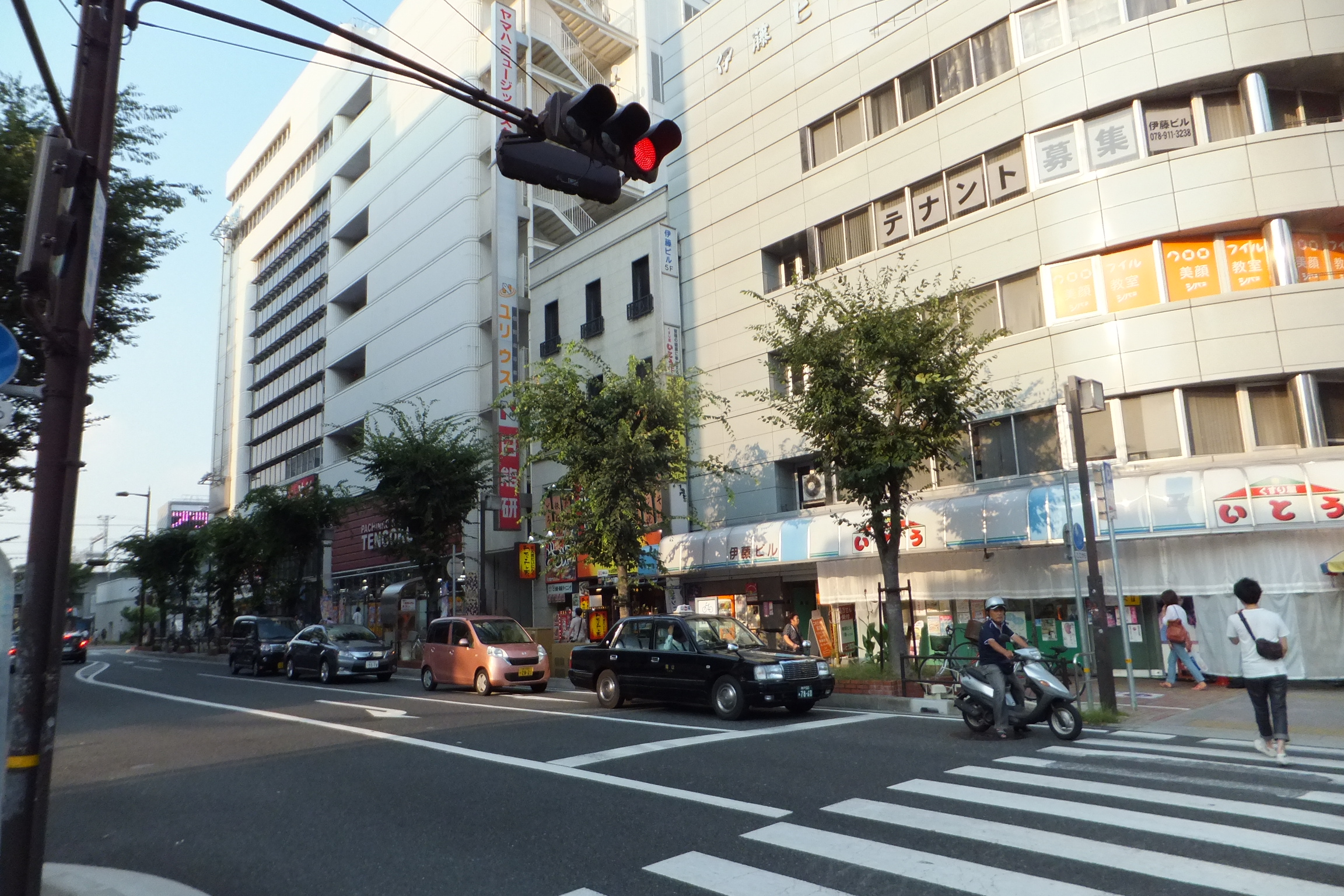
終点付近
明石市大明石町1丁目で撮影

### 路線データ
- 起点 : 神戸市北区山田町下谷上（水呑交差点、国道428号交点）
- 終点 : 明石市大明石町1丁目（大明石町1丁目交差点、国道2号交点）

## 歴史
- 1993年（平成5年）5月11日 - 建設省から、県道小部明石線が小部明石線として主要地方道に指定される[1]。
- 2020年（令和2年）12月6日 - 明石木見線バイパス区間 全線開通。

## 路線状況

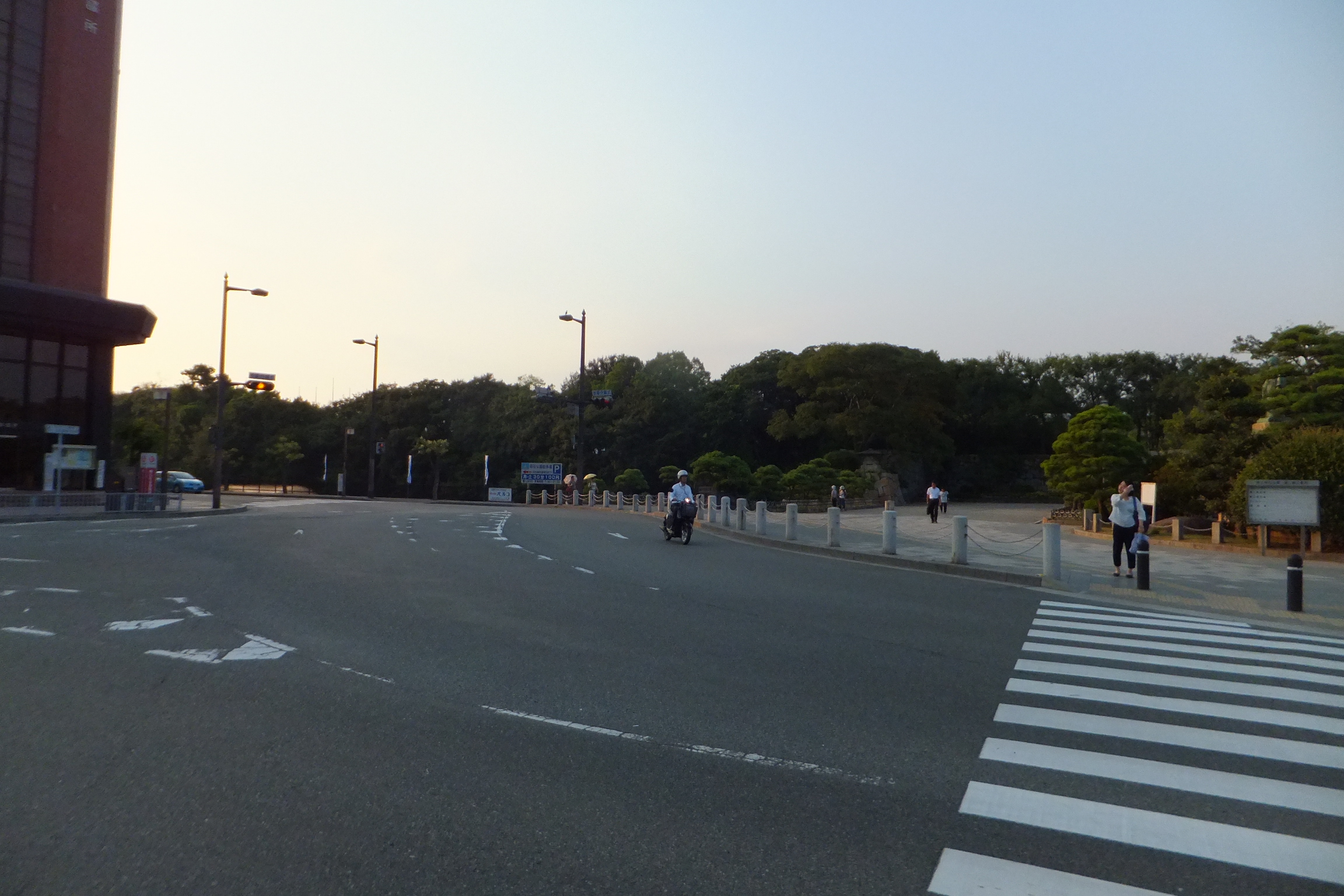
明石公園前 明石市明石公園で撮影
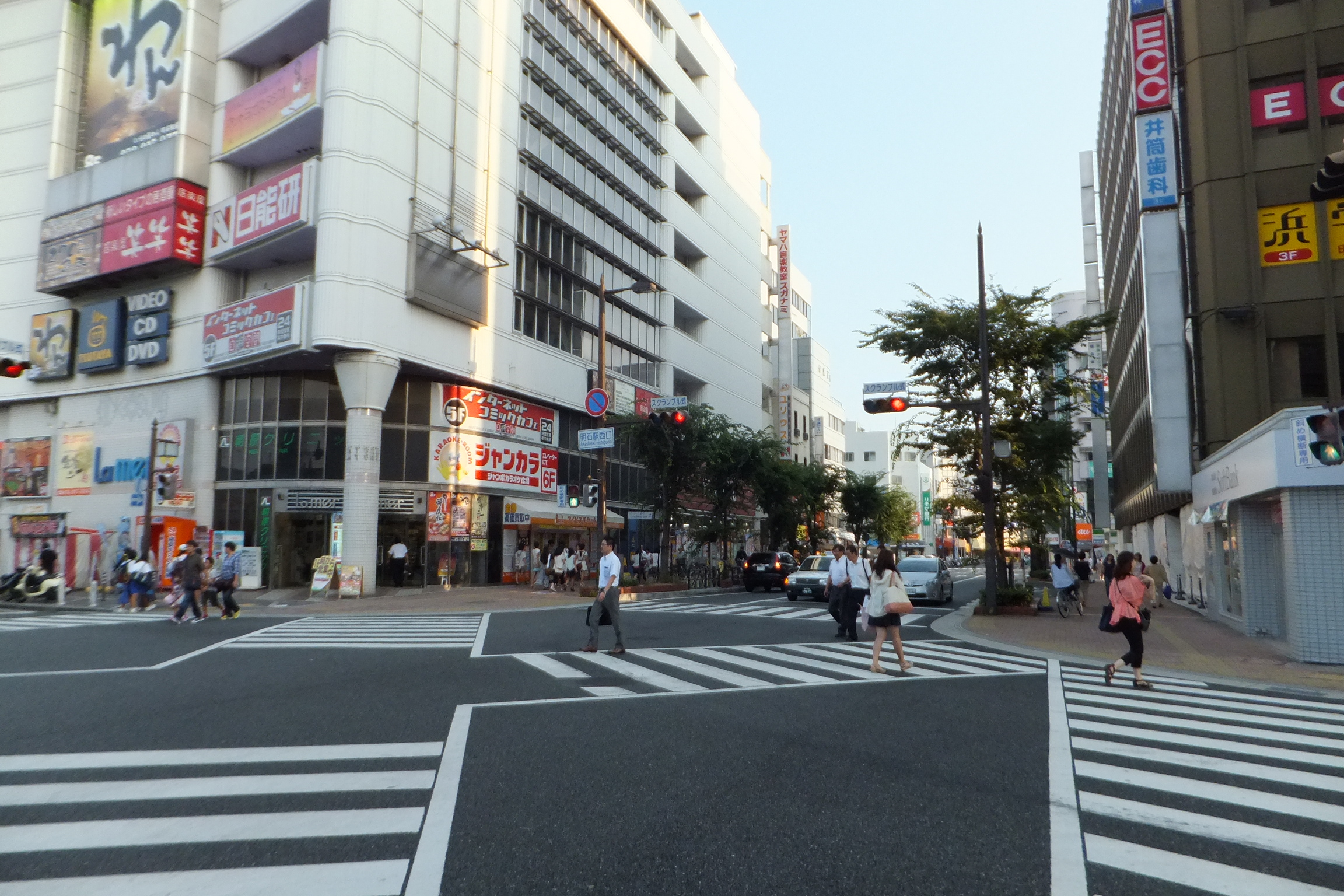
明石駅周辺 明石市大明石町2丁目で撮影

神戸市北区
全線2車線であり、起点から阪神高速7号北神戸線藍那出入口までは住宅地、それ以西は山岳地帯を通過する。

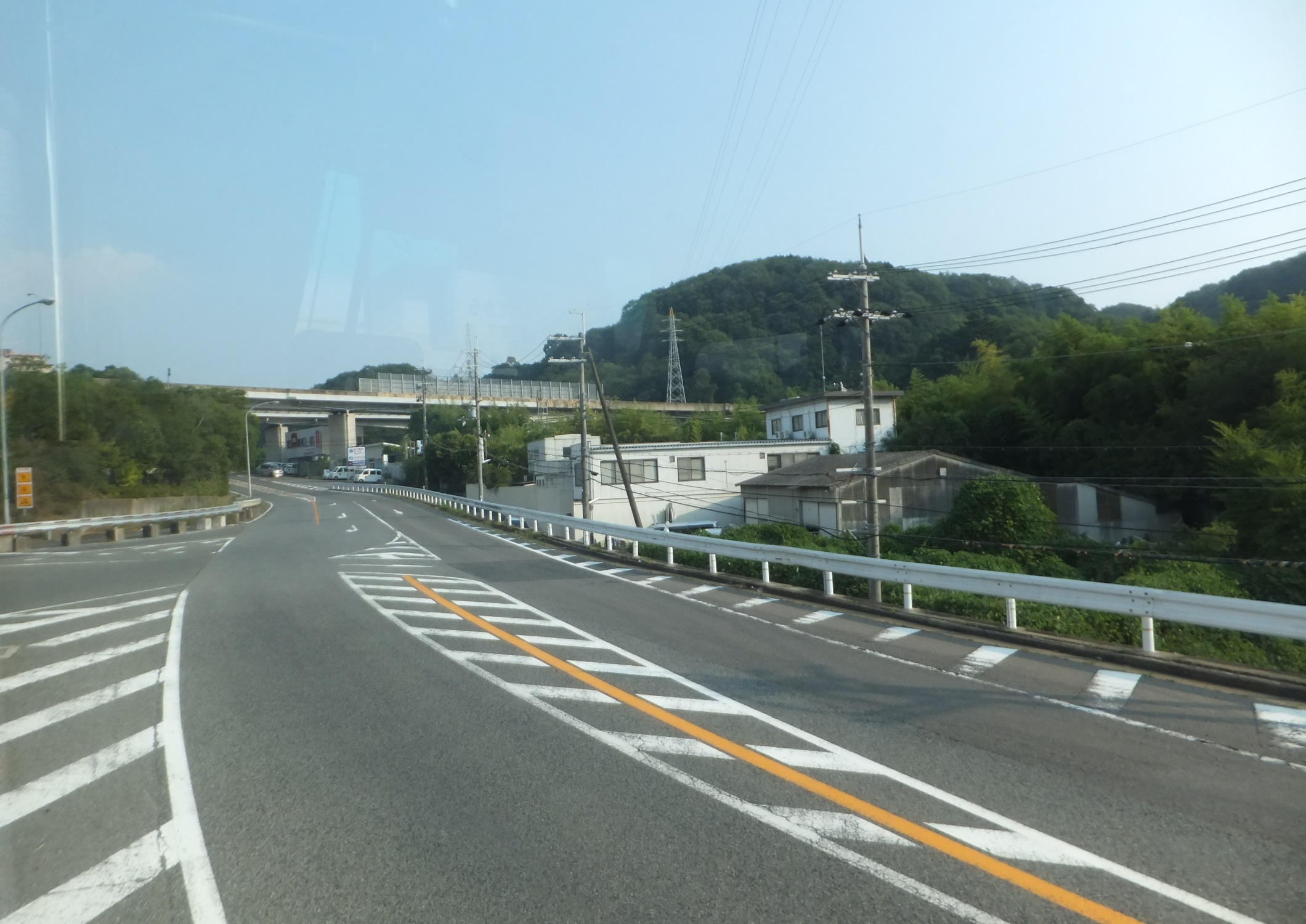
藍那出入口との交点 神戸市北区山田町藍那字太ヶ谷で撮影

神戸市西区
単独区間は全線2車線であるが、兵庫県道22号神戸三木線と重複する箇所は全線4車線である。以前は全線単独車線であったが、2003年11月5日に経路変更された時から重複区間が発生した。櫨谷町では田園地帯を通過し、玉津地区では住宅地と田園地帯が混在し、兵庫県道21号神戸明石線の高津橋交差点から第二神明道路立体交差部までの約1.8 kmを歩道整備と車道部分の拡幅・バイパスとして整備する計画があり、施行し、一部が供用されている。玉津町上池で兵庫県道16号明石神戸宝塚線と重複する。

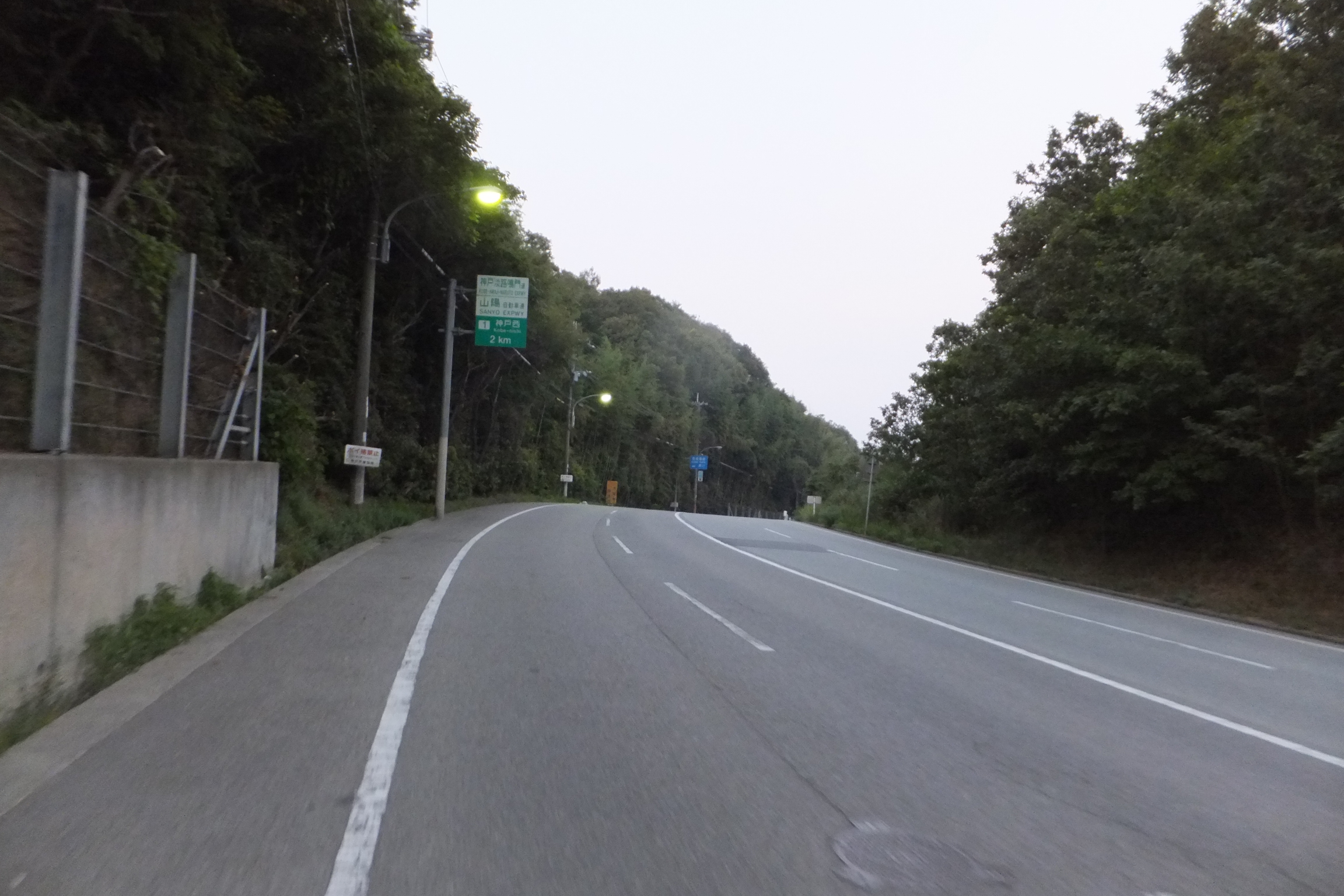
山岳路線地帯 神戸市西区櫨谷町寺谷で撮影
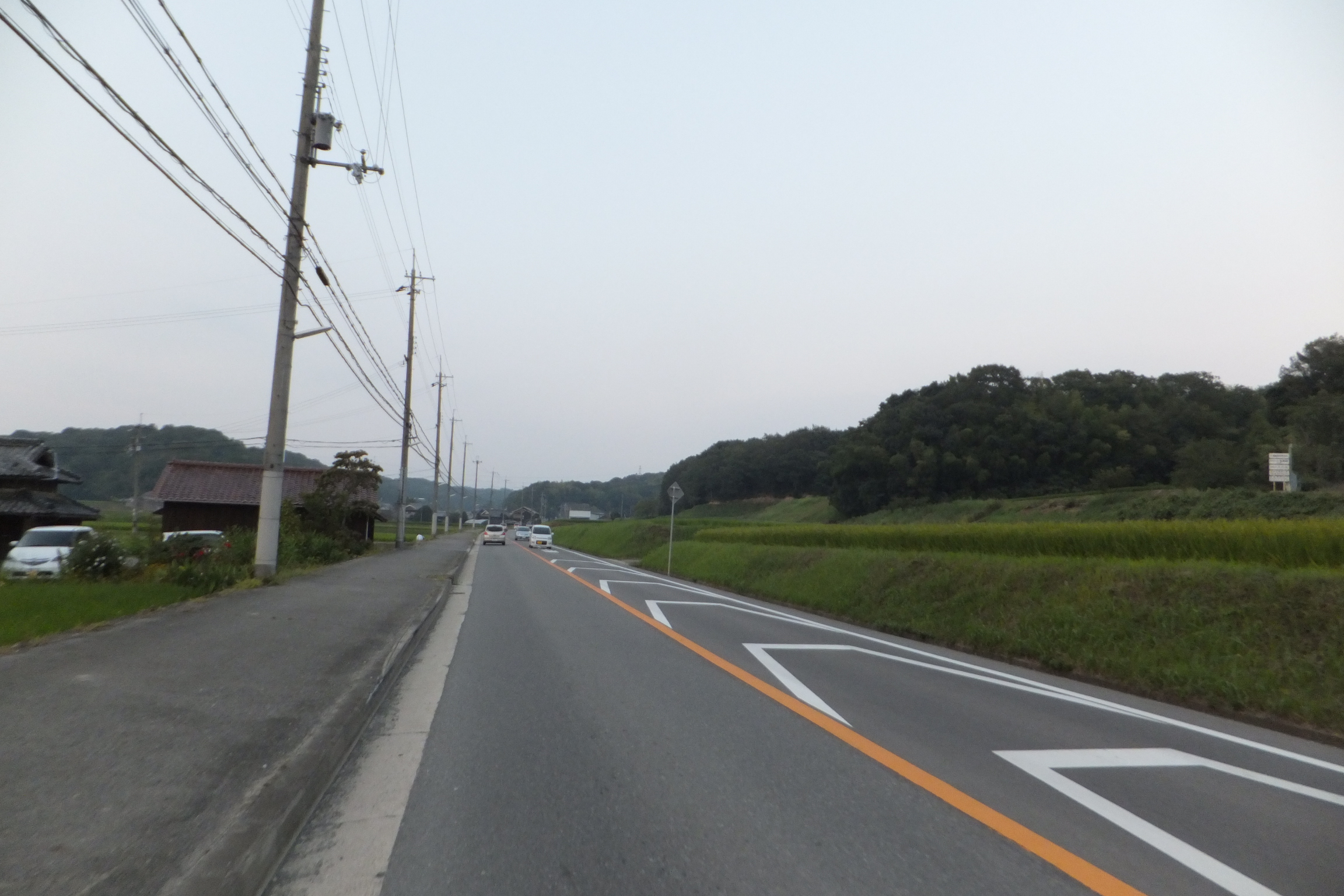
田園地帯 神戸市西区櫨谷町寺谷で撮影
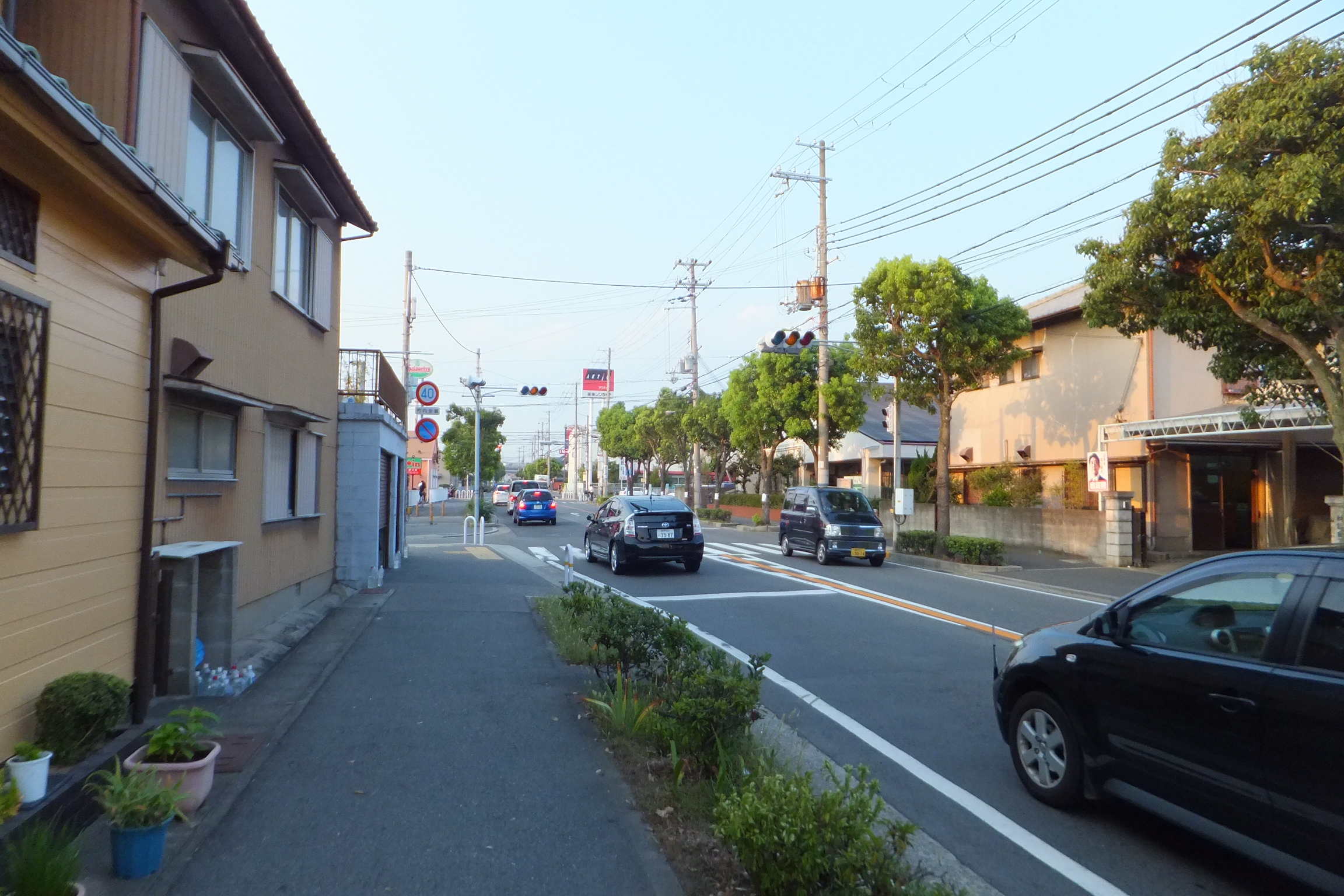
住宅地帯 神戸市西区玉津町上池で撮影

明石市
全線2車線であり、兵庫県道16号明石神戸宝塚線と重複するが、路線名は当道の間々である。
- 明石公園前
明石市明石公園で撮影
- 明石駅周辺
明石市大明石町2丁目で撮影

### 重複区間
- 兵庫県道16号明石神戸宝塚線（神戸市北区南五葉5丁目 - 神戸市北区北五葉1丁目）
- 兵庫県道22号神戸三木線（神戸市西区見津が丘4丁目）
- 兵庫県道16号明石神戸宝塚線（神戸市西区玉津町上池 - 明石市大明石町1丁目）

## 地理

### 通過する自治体
- 神戸市（北区 - 西区）
- 明石市

### 交差する道路
- 国道428号（兵庫県道15号神戸三田線重複）（神戸市北区山田町下谷上・水呑交差点、起点）
- 兵庫県道16号明石神戸宝塚線（神戸市北区南五葉5丁目・南五葉5交差点）
- 兵庫県道16号明石神戸宝塚線（神戸市北区北五葉1丁目・藍那口交差点）
- 阪神高速7号北神戸線 藍那出入口（神戸市北区山田町藍那）
- 兵庫県道22号神戸三木線（神戸市西区見津が丘4丁目・神戸西インター南交差点）
- E2 山陽自動車道・E28 神戸淡路鳴門自動車道 神戸西IC（神戸市西区見津が丘4丁目）
- 兵庫県道22号神戸三木線（神戸市西区見津が丘4丁目・木見東交差点）
- 兵庫県道65号神戸加古川姫路線（神戸市西区櫨谷町福谷・福谷東交差点）
- 兵庫県道487号平野舞子停車場線（神戸市西区櫨谷町谷口）
- 兵庫県道21号神戸明石線（神戸市西区玉津町高津橋・高津橋交差点）
- 兵庫県道16号明石神戸宝塚線（神戸市西区玉津町上池・二越橋北）
- 国道2号（国道250号重複）・兵庫県道718号明石高砂線（明石市大明石町1丁目・大明石町1丁目交差点、終点）

### 沿線にある施設など
- あいな里山公園（県道に面したゲートはイベント時のみ利用可能）
- キーナの森
- 神戸複合産業団地
- 明石城と兵庫県立明石公園